# Eriopyga fuscescens
Eriopyga fuscescens là một loài bướm đêm trong họ Noctuidae.